# Ienupăr
Ienupărul (Juniperus communis L.) este un conifer care aparține genului Juniperus din familia Cupressaceae. Semintele protejate de un invelis suculent care nu sunt fructe deoarece coniferele  nu fac fructe(boabe mari, negre, zbârcite) se utilizează în bucătărie drept condiment, în special în marinade, pentru vânat sau varză, și ca ingredient la fabricarea ginului.

## Răspândire
Specia crește în întreg lanțul carpatic la 700–1400 m, adesea în tufărișuri și pâlcuri, în poieni, pășuni, rariști, putând crește pe solurile cele mai sărace. Este recoltabil în mari cantități în Transilvania (mai puțin Sălaj și Satu-Mare), Muntenia (Argeș, Buzău, Prahova), Moldova (jud. Bacău, Neamț, Vrancea, Suceava), Oltenia (jud. Gorj, Vâlcea).

## Partea utilizată. Recoltare
Se utilizează pseudobacele (Fructus Juniperi) în lunile octombrie - decembrie, putându-se prelungi până în primăvară. Se recoltează prin lovirea sau scuturarea ușoară a ramurilor, pentru a nu se desprinde și pseudobacele verzi.

## Tratamente pe baza de ienupăr

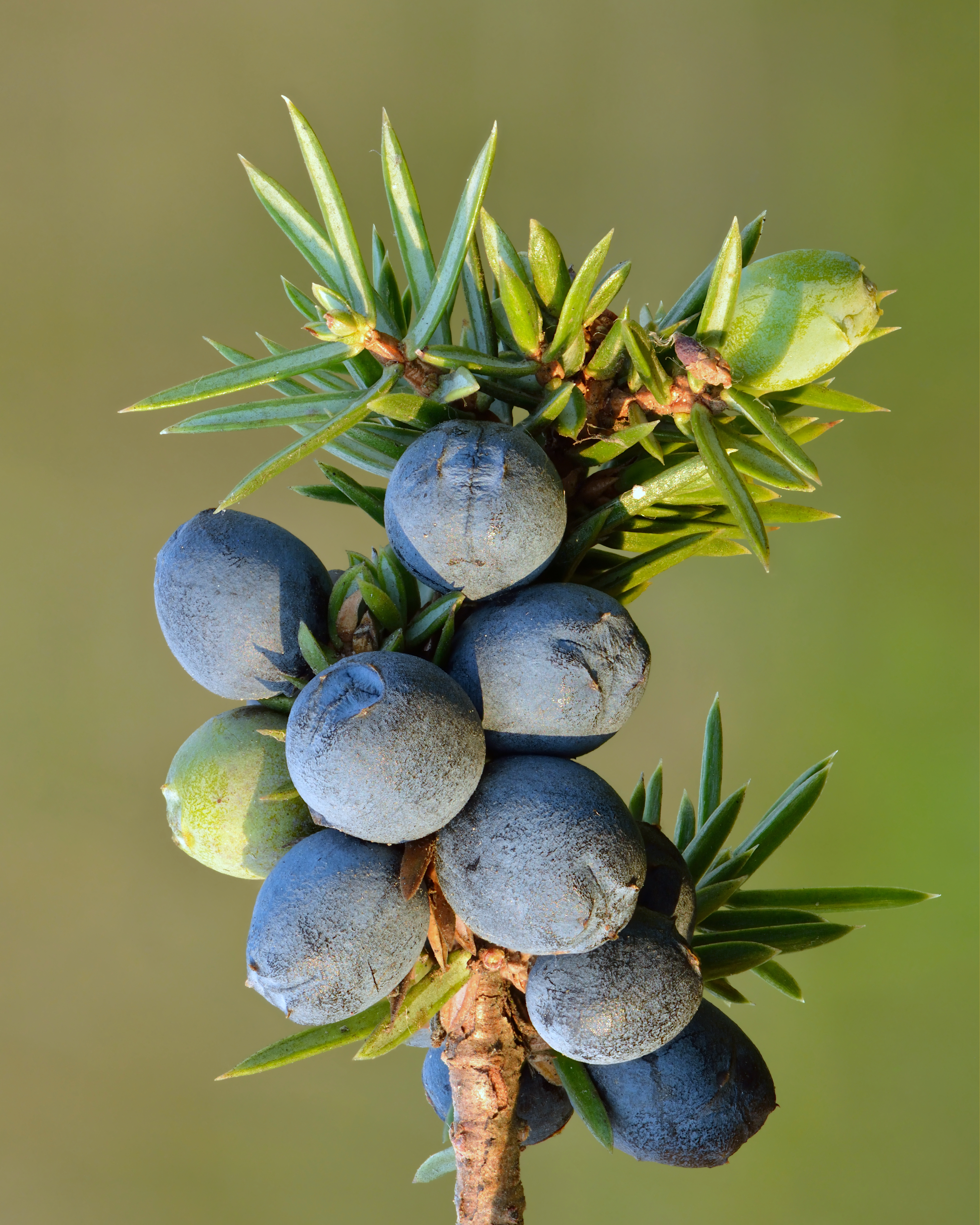

Ienupărul (Juniperus communis - L.) reprezinta o plantă medicinală ale cărei proprietăți terapeutice sunt utilizate în tratarea multor afecțiuni și boli: tratează reumatismul, răceala, bronșita, bolile de piele, elimină piatra existentă la nivelul vezicii urinare. Fructele de ienupăr constituie și ele un remediu natural pentru anemie, lipsa poftei de mâncare, artroza, asigurând o funcționare optimă a organismului.
Pulberea rezultată din mărunțirea fructelor de ienupăr este foarte eficientă în tratarea obezității, viermilor intestinali, oboselii, arteriosclerozei. Ceaiul preparat din fructe de ienupăr calmează tulburările digestive și balonările. Important de menționat este că fructele de ienupăr nu trebuie consumate de femeile însărcinate și de persoanele cu leziuni ale căilor urinare. 
Un alt remediu natural oferit de ienupăr îl reprezintă tinctura de ienupăr eficientă în vindecarea afecțiunilor urinale, gripei, bronșitei, colitei de fermentație.

## Confuzii
Se pot produce cu pseudobacele  de Juniperus sabina L. (cetină de negi) care sunt toxice. Deosebiri: 
1. pseudobacele au o cicatrice în formă de stea cu 3 colțuri (la Juniperus sbina cu 4 colțuri), de regulă cu 3 semințe (la Juniperus sbina numai 1-2 semințe);
2. frunzele sunt aciculare, pungente, dispuse în verticile de câte 3 (la Juniperus sbina sub formă de solzi imbricați).